# Psilogramma penumbra
Psilogramma penumbra là một loài bướm đêm thuộc họ Sphingidae. Loài này có ở Bắc Úc và Tây Úc.